# Jean Laffitte (Schriftsteller)
Jean Laffitte (* 24. März 1910 in Agnac, Département Lot-et-Garonne; † 16. Oktober 2004 ebenda) war ein Mitglied der Résistance, Überlebender des Konzentrationslagers Mauthausen, französischer sozialistischer Schriftsteller und Politiker.

## Leben
Nach dem Besuch der Volksschule erlernte er das Bäckerhandwerk und schloss sich frühzeitig der Arbeiterbewegung an. 1933 trat er in die Kommunistische Partei Frankreichs ein. Bis September 1939 war er Politischer Sekretär des Vorsitzenden Jacques Duclos. Als Soldat geriet er 1940 in deutsche Kriegsgefangenschaft, aus der er entfliehen konnte. Laffitte beteiligte sich in der Résistance im Kampf gegen die deutschen Besatzer. Er war beteiligt an der Gründung einer Nationalen Front in der Pariser Region. Am 14. Mai 1942 wurde er von der französischen Polizei in Saint-Mandé verhaftet. Nach der Haft in den Gefängnissen La Santé, Fresnes und Romainville wurde er am 1. April in das Konzentrationslager Mauthausen deportiert (Häftlingsnummer 25519). Am 9. März 1944 wurde er in das KZ Ebensee verlegt. Laffitte gehörte dort zu den Führern des illegalen internationalen Lagerkomitees, das insbesondere bei der Befreiung des Lagers am 5./6. Mai eine entscheidende Rolle spielte und dazu beitrug, dass die KZ-Insassen nicht von den abziehenden SS-Einheiten ermordet wurden. Nach 1945 heiratete Laffitte Georgette Cadras, eine Überlebende des KZ Ravensbrück. Mit seinem Buch „Die Lebenden“ (deutsch von Maria Arnold/Helene Radó-Jansen, 1950) berichtete er aus eigenem Erleben über den Widerstand französischer Kommunisten im KZ.
Von 1949 bis 1956 war er als Generalsekretär des Weltfriedensrates unter der Präsidentschaft von Frédéric Joliot-Curie. Laffitte übernahm verschiedene Funktionen in der kommunistischen Partei und war lange Zeit Vice-Präsident der Überlebendenvereinigung Amicale de Mauthausen.

## Werke
- Žijí, kdo bojují. Svoboda, Praha 1949
- Rose France. VVN-Verlag, Berlin 1952
- Wir werden wieder Schlüsselblumen pflücken. Dietz, Berlin 1951
- Commandant Marceau. Verlag Volk und Welt, Berlin 1957
- Rose France. Verlag Volk und Welt, Berlin 1956
- Die Lebenden. Dietz, Berlin 1950
- Anschlag auf Sainte-Assise, in: Kleine Jugendreihe, Jg. 11 (1960), Heft 3